# ماریا برتلی
ماریا برتلی (انگلیسی: Maria Bertelli؛ زادهٔ ۶ اکتبر ۱۹۷۷) بازیکن فوتبال، و بازیکن والیبال اهل بریتانیا است.